# Петрис, Николас
Ни́колас Крис «Ник» Пе́трис (англ. Nicholas Chris «Nick» Petris; 25 февраля 1923, Окленд, Калифорния, США — 20 марта 2013, там же) — американский адвокат и политик-демократ, член Сената и Ассамблеи Калифорнии. Первый законодатель штата Калифорния греческого происхождения, на протяжении почти 40 лет бывший одним из столпов греческой общины США, лоббируя прогреческие интересы. Являлся членом Ордена святого апостола Андрея, носил оффикий (титул) архонта депутатоса Вселенского Патриархата Константинополя. Являлся одним из самых либеральных законодателей в Сенате, последовательно отстаивавшим интересы потребителей и бедных слоёв населения, а также выступавшим за сохранение окружающей среды. Ветеран Второй мировой войны. Лауреат Почётной медали острова Эллис.

## Биография
Родился в семье Криса и Мэри Петрисов, являвшихся активными членами греческой общины США, в том числе бывшими членами различных братских организаций.
Рос в семье, в которой разговаривали на двух языках (английском и греческом), и до начала посещения детского сада говорил в основном на греческом языке.
Окончил среднюю школу имени Макклаймондса.
В годы Второй мировой войны служил в Армии США/Управлении стратегических служб. В этот период выучил японский язык и являлся переводчиком.
В 1946 году президент США Гарри Трумэн назначил Петриса членом американской делегации для наблюдения за послевоенными выборами в Греции.
Окончил Калифорнийский университет в Беркли со степенью бакалавра наук в области журналистики и Школу права Стэнфордского университета со степенью в области права (1949). Его однокашником и другом был Уоррен Кристофер, будущий государственный секретарь США в годы президентства Билла Клинтона.
После получения высшего образования работал адвокатом в Окленде.
В конце 1960-х и начале 1970-х годов, когда в Греции правили «чёрные полковники», Петрис, будучи почётным председателем Калифорнийского комитета за демократию в Греции, выступал против этого военного режима и турецкого вторжения на Кипр.
В 1991 году, во время огненного смерча в Окленде, дом Петриса оказался в числе 2 700 разрушенных. Во время этого происшествия политик потерял всю свою личную библиотеку, включавшую в себя книги по греческой истории и философии, а также английской литературе. После этого сенатор штата Артур Торрес обратился ко всем коллегам в Сенате с просьбой принести книги для восстановления библиотеки Петриса. Многие сенаторы принесли более одной книги.
Сооснователь и член совета попечителей Оклендского музея Калифорнии.
Являлся прихожанином греческой православной церкви, принимая активное участие в её деятельности, в частности был председателем прихода.
Умер 20 марта 2013 года в Окленде в возрасте 90 лет после двух лет борьбы с болезнью Альцгеймера.

## Карьера
В 1957—1958 годах — член Агентства перепланировки Окленда.
В 1958—1966 годах — член Ассамблеи штата Калифорния. В этот период одним из его коллег был Арт Агнос, также грек по происхождению, в 1988—1992 годах занимавший пост мэра Сан-Франциско.
В 1966—1996 годах — член Сената штата Калифорния.
Активно способствовал расширению системы Калифорнийского университета.
Соавтор Закона Лантермана-Петриса-Шорта, благодаря которому были внесены изменения в систему охраны психического здоровья в штате Калифорния.
Поддерживал и выступал в защиту некоммерческой организации «Save the Bay», успешно проводившей политику ограничения и управления освоением земельных участков вокруг залива Сан-Франциско.
Соавтор Закона Макатира-Петриса, благодаря которому была основана Комиссия по охране и развитию залива Сан-Франциско (BCDC).
Вносил законопроекты по запрету ДДТ и ограничению количества машин до одной на одну семью, ни один из которых не был принят.

## Личная жизнь
В 1951—2010 годах был женат на Анне Влахос. Пара не имела детей.
Близким другом Петриса был Анджело Цакопулос, крупный девелопер и основатель компании «AKT Development».

## Память
В честь Петриса названы:
- Исследовательский центр в области экономики здравоохранения «Nicholas C. Petris Center on Health Care Markets and Consumer Welfare» при Калифорнийском университете в Беркли[19];
- Лекция имени Николаса К. Петриса, проводимая с 2001 года в Университете штата Калифорния в Сан-Франциско;
- Здание Департамента транспорта штата Калифорния по адресу 111 Grand Ave., Oakland CA.[20];
- Стипендия имени сенатора Николаса К. Петриса (Университет штата Калифорния в Сакраменто)[3].